# Flashrom (program)
A Flashrom egy univerzális flashprogramozó segédprogram, amely elsősorban BIOS-t tartalmazó flashmemóriák programozására lett kifejlesztve. Sokféle tokozású memóriákat támogat, kezdve a régi DIP vagy PLCC tokozásúaktól a modernebb SOIC, TSOP tokozásúakon át egészen a BGA-kig. Többféle flashmemória-interfészt támogat: a hagyományos párhuzamos flashbuszt, de a modernebb LPC, FWH, illetve SPI interfészeket is. Használható többek között firmware-fájlok (például BIOS vagy coreboot) beprogramozására vagy meglévő firmware-ek lementésére. Támogat többféle külső programozó eszközt, amelyek segítségével lehetőség van megmenteni olyan eszközöket, amelyek nem indulnak el egy elrontott firmware-frissítés következtében.

## Részletek
Ez egy szabad szoftver, amelyet a GNU General Public License 2. feltételei szerint adtak ki.
Forrásból fordításához a pciutils és a zlib könyvtárakra van szükség, egyes külső programozók használatához a libftdi és a libusb is szükséges.
A szoftver használható normál felhasználóként, de a legtöbb belső flashmemória programozásához rendszergazdai jogok szükségesek.
Az alábbi parancs használható a Flashromot futtató számítógép firmware-ének fájlba lementésére (amennyiben a Flashrom támogatja az adott számítógépet, illetve az abban található flashmemóriát):
# flashrom -p internal -r backup.bin
A szoftver több mint 560-féle flashchiptípust, 360 lapkakészletet, 526 alaplapot, 85 PCI- és hatféle USB-eszközt, illetve különféle párhuzamos/soros port alapú eszközöket támogat. Bizonyos körülmények között támogatja a "hot-swapping" programozást, amely során a számítógép BIOS flashmemóriája a bekapcsolás után eltávolításra kerül, majd a programozandó alkatrészt helyezik a helyére a programozáshoz.

## Fordítás
Ez a szócikk részben vagy egészben  a   Flashrom (utility) című angol Wikipédia-szócikk ezen változatának fordításán alapul.  Az eredeti cikk szerkesztőit annak laptörténete sorolja fel. Ez a jelzés csupán a megfogalmazás eredetét és a szerzői jogokat jelzi, nem szolgál a cikkben szereplő információk forrásmegjelöléseként.